# El Torno (Bolivia)

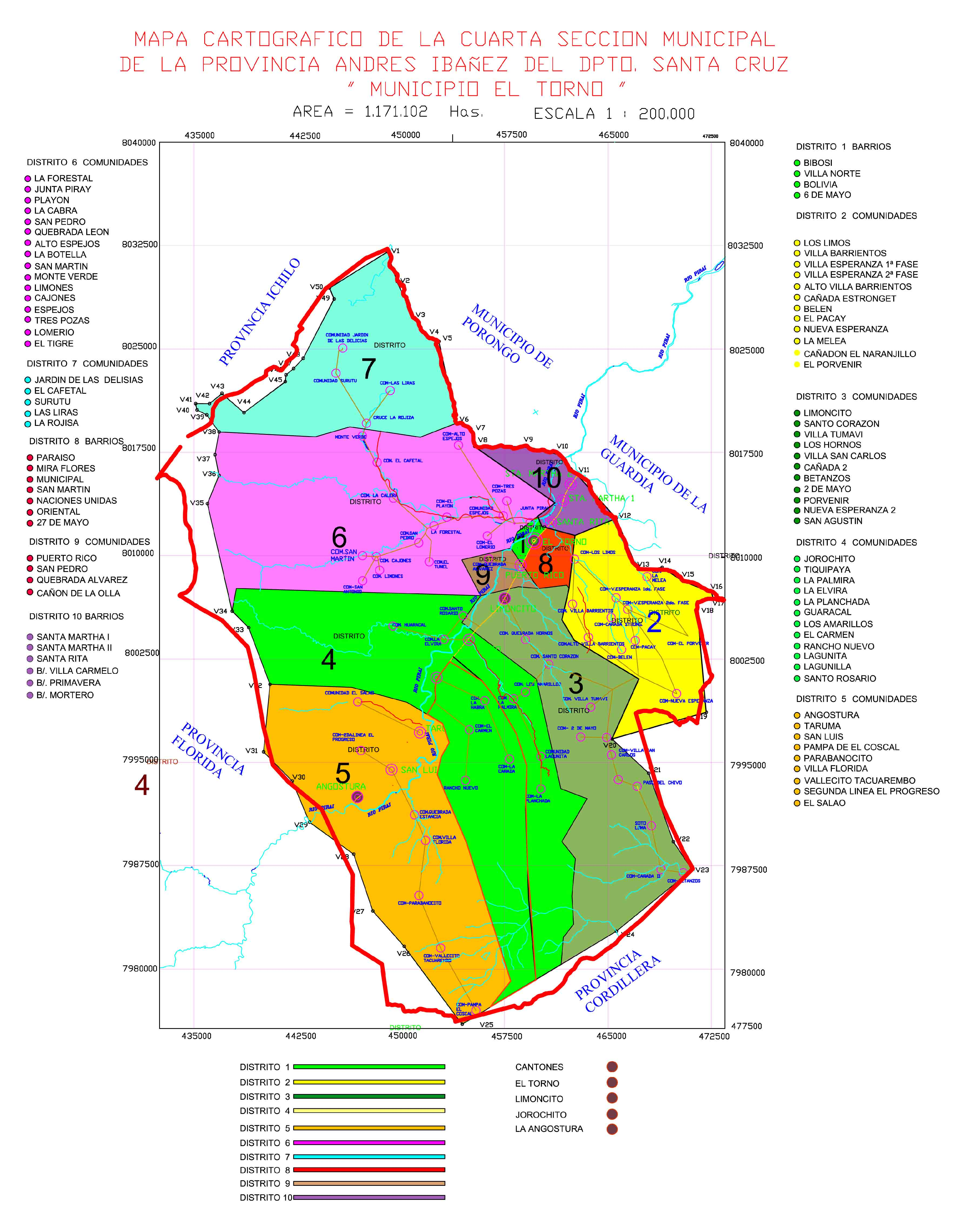
Mapa del municipio de El Torno con sus distritos.

El Torno es una pequeña ciudad y un municipio de Bolivia ubicado en la provincia de Andrés Ibáñez en el departamento de Santa Cruz. La ciudad de El Torno, capital del municipio homónimo, tiene una población de unos 17 130 para el año (2012). En los últimos años ha experimentado un gran incremento en su demografía debido a la emigración del interior del país, se encuentra dentro del Área metropolitana de Santa Cruz de la Sierra. Fue fundado oficialmente en 1957 si bien el nombre lo recibió de un antiguo propietario de tierras en la zona en la década de 1910.
Geográficamente está localizada sobre la cuenca amazónica, el principal río que pasa cerca de la ciudad es el río Piraí.
Se encuentra al sur de la provincia, limitando al este con el municipio de La Guardia y al norte con el municipio de Porongo.
El municipio tiene una superficie de 659 km² con una población estimada por el Instituto Nacional de Estadística de Bolivia para el año 2012 de 49.652 habitantes y una densidad de 73,01 hab/km².

## Toponimia
El origen del nombre de la ciudad de El Torno se basa en tres diferentes especulaciones. La primera hace referencia a la existencia de una curva que hacía el río Piraí en el lugar del pueblo, la segunda hace referencia a la existencia de una curva que hacía el camino de herradura en el lugar. La tercera explica que existía un hombre que poseía un torno para fabricar mangos de escobas. Sin embargo las personas más antiguas no reconocen ninguna de las tres hipótesis, pues no presenciaron estos hechos. Lo que se deduce finalmente, es que el origen del nombre es incierto tan solo existen especulaciones sobre el mismo.

## Clima
El clima de El Torno puede ser clasificado como clima tropical de sabana (Aw), de acuerdo con la clasificación climática de Köppen.

### Temperaturas
Según el promedio mensual se tiene una temperatura media de 24.77 °C., con una variación moderada a lo largo del año, siendo ligeramente superior la temperatura los meses de octubre a febrero y de mayo a agosto los meses más fríos. La temperatura máxima media corresponde al mes de diciembre con 29.3 °C y la mínima media al mes de julio con 19.7 °C.

### Precipitaciones pluviales
Respecto a las precipitaciones, se tiene un promedio de 1.389.48 mm., donde el 75% de las precipitaciones ocurren en los meses de diciembre a marzo y el 15 % entre los meses de abril a octubre. El clima en el Municipio se presenta en tres zonas de vida: en la Comunidad de Monte Verde que es húmeda, Tacuarembo zona muy seca y el resto de las zonas son secas.
Las precipitaciones del Municipio son variables como en la zona norte correspondiente a la zona de la Granja de Espejos se tiene 1.761mm., Monteverde con 2.026 mm, en el Torno centro 1.501 mm. y la zona sur perteneciente a Tacuarembo con solo 862 mm.

### Humedad promedio
El municipio es considerado como húmedo - seco, porque aún en los meses secos existe precipitación mínima. La humedad promedio anual oscila entre 70,19% y valores máximo en el mes de enero con 75,4 % y mínimo en septiembre con 59,5%.

### Vientos
El municipio se encuentra en áreas de influencia de vientos considerados como medianos, tanto del norte como del sur, predominando los vientos del noreste en la época de verano y del sudeste en invierno. El promedio de velocidad de los vientos es de 10 a 20 km/h. con máximo extremo hasta de 50 km/h.

## Demografía
De acuerdo con el censo boliviano de 2024, la población del municipio de El Torno es de 55 558 habitantes.
La población del municipio aumentó dos veces y media entre 1992 y 2024, mientras que la población de la localidad ha aumentado varias veces entre 1992 y 2012:
| Año  | Habitantes (municipio) | Habitantes (localidad) | Fuente |
| ---- | ---------------------- | ---------------------- | ------ |
| 1976 | -                      | 2.110                  | Censo  |
| 1992 | 23.320                 | 6.332                  | Censo  |
| 2001 | 37.961                 | 11.878                 | Censo  |
| 2012 | 49.652                 | 17.130                 | Censo  |
| 2024 | 55.558                 |                        | Censo  |

## Transporte
La localidad de El Torno se encuentra a 32 kilómetros por carretera al suroeste de Santa Cruz de la Sierra, la capital departamental.
Desde Santa Cruz, la ruta troncal Ruta 7, también conocida como Carretera antigua a Cochabamba, conduce a través de las localidades de La Guardia, San José, Santa Martha y Santa Rita hasta llegar a El Torno y más al oeste hasta la ciudad de Cochabamba, en el departamento homónimo.